# Hapalioloemus gastrulus
Hapalioloemus gastrulus là một loài ruồi trong họ Tachinidae.